# Uppgränna
Uppgränna är en liten by som ligger 2,5 kilometer norr om Gränna i Gränna socken i Jönköpings kommun, län, vid gamla rikshuvudväg 1, som i alla tider varit ett viktigt stråk genom landet, pilgrimsled mot Alvastra och Trondheim och ”eriksgatuväg”. 
Uppgränna är omgivet av ett kulturlandskap som innehåller minnen från forntid, vikingatid och medeltid. Vid Holavedsledens början strax norr om Uppgränna finns en runsten från 1000-talet, liksom en minnessten, som erinrar om Heliga Korsets kapell, byggt omkring 1330 och bevarat långt in på 1700-talet. Hembygdsföreningen återger beskrivningen av ”S:ta Gertruds kapell, byggt till heliga kung Magnus Ladulås ära och fattiga pilgrimer till hugnad och glädje som där åter eller fram far. Vid S:ta Getruds källa har 'offrats pengar och annat mehra'.” 
Längs en stig från Uppgränna når man ruinen efter greve Per Brahe den yngres mäktiga slottsborg Brahehus.
Namnet Uppgränna är känt sedan år 1314, då under namnet "Uppgrannom".

## Minnessten
En minnessten av ovanligt slag kan ses i dikeskanten på vägen mellan Uppgränna och Gränna. Den är rest för att erinra om det brott, för vilket drängen Wille Tolft halshöggs 1864. Han hade rånat och mördat sin arbetsgivare, en garvaremästare vid namn Carlsson, som var på väg till Skänninge marknad för att sälja skinn och läder. Wille var den siste som avrättades på detta sätt vid 'Galgen', där det finns en avtagsväg mot Gränna.